# Loque europea

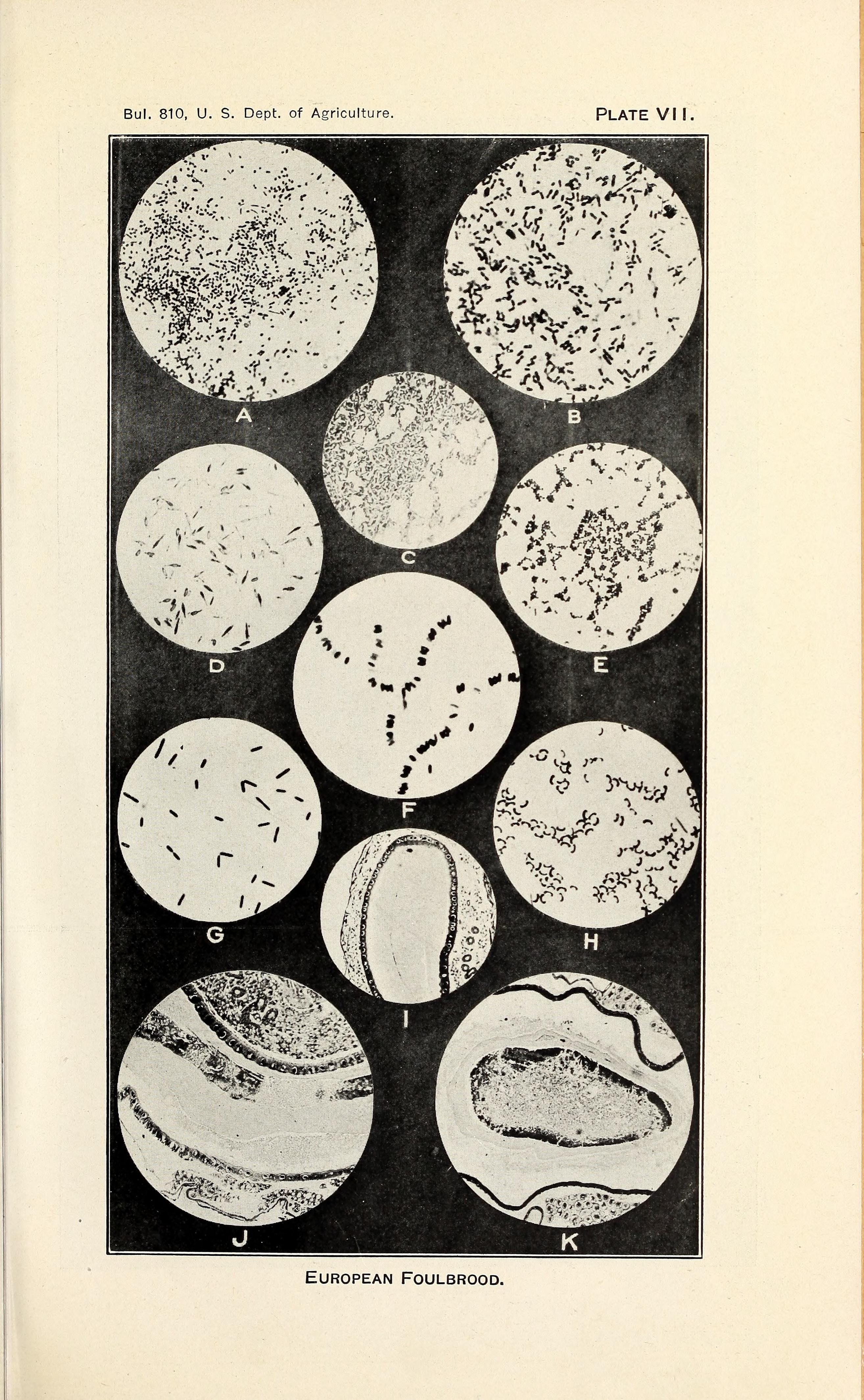
Micrografías del patógeno de la Loque Europea Figuras A, B

La Loque Europea, también conocida como Loque Benigna, es una enfermedad que ataca las larvas y pupas de las abejas melíferas. 
El agente etiológico es la bacteria no esporulante Melissococcus pluton. Se trata de un coco oval lanceolado, con un tamaño de un micrón o más en el largo, forman cadena o pequeñas colonias. No esporula, por lo cual resulta menos peligroso que la Loque americana. El período de incubación de la enfermedad es de 15 días. Se detecta la presencia cuando la colonia crece en población. Varios microorganismos bacterianos actúan independientemente o conjuntamente, según las circunstancias, asociados a Melissococcus plutón ellos son Melissococcus alvei, Acromobacter euridyce, Streptococus faecalis, Bacillus laterosporus y Bacillus orpheus.
Siendo Melissococus plutón el verdadero agente de la enfermedad, porque es la primera bacteria que se determina, mientras que los otros agentes son invasores secundarios. Esta bacteria es resistente a la acidez de la jalea real (PH = 3,4), en el cual no pueden desarrollar las otras bacterias. Pero cuando las larvas son más grandes y comienzan a alimentarse con papilla (miel y polen) menos ácidos, que la jalea; aparecen las otras bacterias secundarias.
Las infecciones subclínicas son comunes y necesitan un diagnóstico de laboratorio. La infección es enzoótica debido a la contaminación mecánica de los panales de miel y puede por lo tanto volver a aparecer los años siguientes. Las larvas de las abejas infectadas mueren uno o dos días antes de la operculación o pasada esta, siempre antes de la transformación a pupa. Las larvas enfermas se enrollan en el fondo de las celdas, hasta que mueren.
Si las obreras detectan larvas muertas, rápidamente limpian las celdas de los panales de cera, por lo tanto observamos cría salteada. 
Las larvas se ponen flácidas, el chicle filamentoso que se forma es de menos de 2,5 centímetros, pasando de un color blanco lechosos a un amarillento y luego al castaño, pudiéndose observar a contraluz el sistema traqueal de las mismas, se forma masa semilíquida, produciendo un olor rancio o agrio como el del vinagre, aunque hay casos que no hay olor. No hay adherencia de la larva a las celdas de los panales, y una vez secas las escamas se desprenden de los panales, al golpearlos, estando en el fondo de las celdas.

## Ciclo de vida
Las larvas de pocos días son infectadas por el alimento contaminado que proveen las nodrizas. Las bacterias se multiplican en el intestino, causando la muerte de las larvas. Las abejas nodrizas limpiadoras al quitar lo restos de larvas muertas se contamian con la bacteria, pasándola a las nodrizas por trofalaxis, quienes transfieren nuevamente la bacteria al alimentarlas.

## Técnicas de diagnóstico
- Microscopía: A partir de larvas muertas, se dejan expuestas el intestino de las larvas, sobre portaobjeto quedando las bacterias expuestas, color blanco tiza. Los intestinos de larvas sanas tienen un color castaño dorado. En solución acuosa las bacteria pueden ser teñidas. Tinción Gram.

## Tratamiento preventivo
Como en la Loque americana, se utiliza tratamiento con antibióticos (Oxitetraciclina), debe diagnosticarse la enfermedad de manera correcta, antes de cualquier acción.
El comportamiento higiénico de la abeja es un factor preventivo. Realizar el recambio de panales en la cámara de cría, para reducir el número de microorganismos es muy importante.
El tratamiento con antibióticos contamina la miel y es motivo de rechazo para exportación en muchos países. En Chile no se recomienda utilizar antibióticos.